# Semapa
Semapa är ett portugisiskt företag vars affärsverksamhet omfattar huvudsakligen produktion av pappersmassa och papper, cement och energi (från förnybara källor).
Företaget grundades 1991, och har sitt huvudkontor i Lissabon, Portugal.
Semapa är börsnoterad på Euronext Lisbon och ingår i PSI-20 index.